# Hrvatska nogometna liga – Sjever 1986./87.
Ovaj članak je podtema članka: Nogometno prvenstvo Jugoslavije – 3. ligaški rang 1986./87.

Hrvatska nogometna liga – Sjever (također i kao Hrvatska republička nogometna liga – Sjever, Hrvatska regionalna liga – Sjever) je bila jedna od četiri skupine Hrvatske nogometne lige u sezoni 1986./87., te je predstavljala ligu trećeg ranga natjecanja nogometnog prvenstva Jugoslavije. 

Sudjelovalo je 14 klubova, a prvak je treći put zaredom bio "Zagreb". 
 
Reorganizacijom ligaškog natjecanja za sezonu 1987./88. je osnovana "Jedinstvena hrvatska liga", dok su četiri dotadašnje skupine "Hrvatske lige" postale skupine "Druge hrvatske lige", te su igrane u četvrtom stupnju. 

## Ljestvica
| mj. | klub                         | ut. | pob. | ner. | por. | gol+ | gol- | bod |
| --- | ---------------------------- | --- | ---- | ---- | ---- | ---- | ---- | --- |
| 1.  | Zagreb                       | 26  | 14   | 9    | 3    | 40   | 15   | 37  |
| 2.  | Jugokeramika Zaprešić        | 26  | 15   | 7    | 4    | 46   | 25   | 37  |
| 3.  | Lokomotiva Zagreb            | 26  | 10   | 10   | 6    | 31   | 20   | 30  |
| 4.  | VIKO Omladinac Novo Selo Rok | 26  | 12   | 6    | 8    | 41   | 36   | 30  |
| 5.  | Segesta Sisak                | 26  | 9    | 11   | 6    | 33   | 21   | 29  |
| 6.  | Varteks Varaždin             | 26  | 11   | 7    | 8    | 33   | 35   | 29  |
| 7.  | Metalac Sisak                | 26  | 9    | 8    | 9    | 34   | 35   | 26  |
| 8.  | Samobor                      | 26  | 9    | 7    | 10   | 35   | 36   | 25  |
| 9.  | Dubrava Zagreb               | 26  | 6    | 11   | 9    | 33   | 38   | 23  |
| 10. | 5. maj – Mladost Ždralovi    | 26  | 6    | 10   | 10   | 19   | 27   | 22  |
| 11. | Radnik Velika Gorica         | 26  | 6    | 9    | 11   | 25   | 33   | 21  |
| 12. | Polet Pribislavec            | 26  | 7    | 7    | 12   | 28   | 42   | 21  |
| 13. | BSK Česma Bjelovar           | 26  | 7    | 5    | 14   | 24   | 31   | 19  |
| 14. | Karlovac                     | 26  | 5    | 5    | 16   | 27   | 56   | 15  |

## Rezultatska križaljka
| kratica | klub                         | 5MML | BSKČ | DUB | JUG | KAR | LOK | MET | POL | RAD | SAM | SEG | VAR | VIOM | ZAG |
| --- | ---------------------------- | ---- | ---- | --- | --- | --- | --- | --- | --- | --- | --- | --- | --- | ---- | --- |
| 5MML | 5. maj - Mladost Ždralovi    |      |      |     |     |     |     |     |     |     |     |     |     |      |     |
| BSKČ | BSK Česma Bjelovar           |      |      |     |     |     |     |     |     |     |     |     |     |      |     |
| DUB | Dubrava Zagreb               |      |      |     |     |     |     |     |     |     |     |     |     |      |     |
| JUG | Jugokeramika Zaprešić        |      |      |     |     |     |     |     |     |     |     |     |     |      |     |
| KAR | Karlovac                     |      |      |     |     |     |     |     |     |     |     |     |     |      |     |
| LOK | Lokomotiva Zagreb            |      |      |     |     |     |     |     |     |     |     |     |     |      |     |
| MET | Metalac Sisak                |      |      |     |     |     |     |     |     |     |     |     |     |      |     |
| POL | Polet Pribislavec            |      |      |     |     |     |     |     |     |     |     |     |     |      |     |
| RAD | Radnik Velika Gorica         |      |      |     |     |     |     |     |     |     |     |     |     |      |     |
| SAM | Samobor                      |      |      |     |     |     |     |     |     |     |     |     |     |      |     |
| SEG | Segesta Sisak                |      |      |     |     |     |     |     |     |     |     |     |     |      |     |
| VAR | Varteks Varaždin             |      |      |     |     |     |     |     |     |     |     |     |     |      |     |
| VIOM | VIKO Omladinac Novo Selo Rok |      |      |     |     |     |     |     |     |     |     |     |     |      |     |
| ZAG | Zagreb                       |      |      |     |     |     |     |     |     |     |     |     |     |      |     |
| |                              |      |      |     |     |     |     |     |     |     |     |     |     |      |     |
| podebljan rezultat - utakmice od 1. do 13. kola (1. utakmica između klubova) rezultat normalne debljine - utakmice od 14. do 26. kola (2. utakmica između klubova) rezultat nakošen - nije vidljiv redoslijed odigravanja međusobnih utakmica iz dostupnih izvora rezultat nakošen i smanjen * - iz dostupnih izvora nije uočljiv domaćin susreta prekrižen rezultat - poništena ili brisana utakmica p - utakmica prekinuta 3:0 p.f. / 0:3 p.f. - rezultat 3:0 bez borbe |                              |      |      |     |     |     |     |     |     |     |     |     |     |      |     |

Izvori: 